# Homère
Vous lisez un « bon article » labellisé en 2008.
Pour les articles homonymes, voir Homère (homonymie).
« Homérique » redirige ici. Pour l'épithète, voir Épithète homérique.
« Homérique » redirige ici. Pour l’article homophone, voir Homéric.
Pour les articles ayant des titres homophones, voir Homer et Omer.
Œuvres principales
- Iliade
- Odyssée

Homère (en grec ancien Ὅμηρος / Hómēros, « otage » ou « celui qui est obligé de suivre ») aurait été un aède (ou poète) de la fin du VIIIe siècle av. J.-C. Il était surnommé « le Poète » (ὁ Ποιητής / ho Poiētḗs) par les Anciens. Les deux premières œuvres de la littérature occidentale que sont l’Iliade et l’Odyssée lui sont attribuées.
Il est difficile de dire aujourd'hui si Homère est un personnage historique ou une identité construite, un personnage conceptuel, et s'il est bien l'auteur des deux épopées qui sont au fondement de la littérature occidentale. D'où les discussions sur la question homérique, même si les savants modernes croient à un personnage inventé. Cependant, plusieurs villes ioniennes (Chios, Smyrne, Cymé ou encore Colophon) se disputaient l'origine de l'aède, et la tradition l'individualisait en répétant qu'Homère était aveugle.
La place d'Homère dans la littérature grecque est majeure, puisqu'il représente à lui seul le genre épique de cette période : l’Iliade et l’Odyssée lui sont attribuées dès le VIe siècle av. J.-C., ainsi que deux poèmes satiriques, la Batrachomyomachia (« la bataille des grenouilles et des rats ») et le Margitès. On connaît aussi les poèmes des Hymnes homériques, dont certains doutent qu'Homère soit l'auteur. Il écrit dans une langue déjà archaïque au VIIIe siècle av. J.-C., et davantage encore au moment de la fixation définitive du texte, au VIe siècle av. J.-C. : elle est associée à l'emploi de l'hexamètre dactylique.

## Biographie

### Homère selon les Anciens

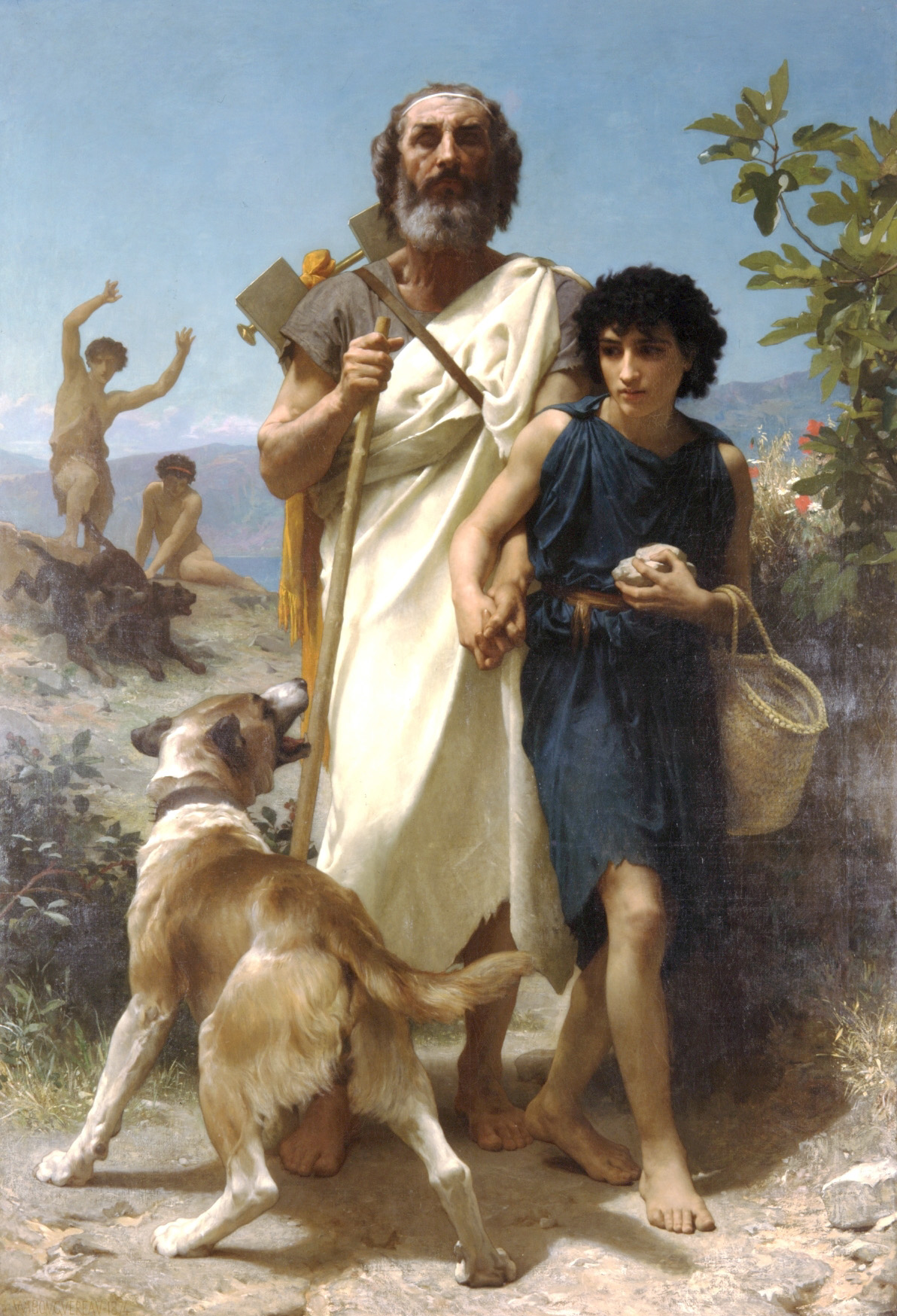
Homère et son guide, par William Bouguereau (1874)

Plusieurs villes ioniennes (Chios, Smyrne, Cymé ou encore Colophon) se disputent l'origine d'Homère. L’Hymne homérique à Apollon délien mentionne Chios, et Simonide de Céos attribue à « l'homme de Chios » l'un des plus fameux vers de l'Iliade, « Il en est de la race des humains comme des feuilles », devenu un proverbe à l'époque classique. Lucien de Samosate fait d'Homère un habitant de Babylone envoyé en otage (en grec ὅμηρος / homêros) chez les Grecs, d'où son nom. L'oracle de Delphes, interrogé à ce sujet en 128 par l'empereur Hadrien, répond qu'Homère est natif d'Ithaque et qu'il est le fils de Télémaque et de Polycaste. Proclos de Constantinople conclut la polémique dans sa Vie d'Homère, en disant que celui-ci fut avant tout un « citoyen du monde »[réf. nécessaire].
Huit biographies anciennes nous sont parvenues, faussement attribuées à Plutarque et à Hérodote. Elles s'expliquent probablement par l'« horreur du vide » qu'avaient les biographes grecs. Ces textes datent pour les plus anciens de l'époque hellénistique, et regorgent de détails dont certains remontent à l'époque classique. Il en ressort qu'Homère est né à Smyrne, qu'il a vécu à Chios et qu'il est mort à Ios, une île des Cyclades. Son véritable nom est Mélesigénès, son père est le dieu fleuve Mélès et sa mère la nymphe Créthéis. Aristote fait naître Homère sur Ios. Homère est également un descendant d'Orphée, ou un cousin, voire un simple contemporain du musicien.
La tradition veut qu'Homère ait été aveugle. D'abord, l'aède Démodocos, qui apparaît dans l’Odyssée pour chanter des épisodes de la guerre de Troie, est aveugle : la Muse lui a « pris les yeux mais donné la douceur du chant ». Ensuite, l'auteur de l'Hymne homérique à Apollon Délien déclare à son propre sujet : « c'est un aveugle, qui réside à Chios la rocailleuse ». Le passage est repris par Thucydide, qui le cite comme un passage où Homère parle de lui-même.
L'image du « barde aveugle » est un lieu commun de la littérature grecque. Un personnage d'un discours de Dion Chrysostome remarque ainsi que « tous ces poètes sont aveugles, et croient qu’il serait impossible de devenir un poète autrement » ; Dion répond que les poètes se transmettent cette particularité comme une sorte de maladie des yeux. De fait, le poète lyrique Xénocrite de Locres est réputé être aveugle de naissance ; Achaïos d'Érétrie devient aveugle après avoir été piqué par des abeilles, symboles des Muses ; Stésichore perd la vue parce qu'il a dit du mal d'Hélène de Sparte, et Démocrite s'ôte la vue pour mieux voir.
Tous les poètes grecs ne sont pas aveugles, mais la fréquence avec laquelle la cécité est associée à la poésie pousse à s'interroger. Martin P. Nilsson remarque que, dans certaines régions slaves, les bardes sont rituellement qualifiés d'« aveugles » : comme le soutient déjà Aristote, la perte de la vue est supposée stimuler la mémoire. De plus, la pensée grecque associe très fréquemment cécité et pouvoir divinatoire : les devins Tirésias, Ophionée de Messène, Événios d'Apollonie ou Phinée sont tous privés de la vue. Plus prosaïquement, le métier d'aède est l'un des rares accessibles à un aveugle dans une société comme celle de la Grèce antique.

### Homère, un personnage historique?
Une thèse formulée récemment par des auteurs anglo-saxons postule que l'Odyssée a été écrite par une femme sicilienne du VIIe siècle av. J.-C. (et dont le personnage de Nausicaa serait une sorte d'autoportrait). Le premier à en avoir lancé l'idée est l'écrivain britannique Samuel Butler, dans The Authoress of the Odyssey, en 1897. Le philosophe français Raymond Ruyer, grand admirateur de Samuel Butler (cf. La Gnose de Princeton), va dans le même sens dans son ouvrage Homère au féminin ou La jeune femme auteur de l'Odyssée, publié chez Copernic en 1977. Cette conception a été reprise par le poète Robert Graves dans son roman Homer's Daughter, R. Graves, Homer's Daughter, Academy Chicago Publishers, 2005, et en 2006, par l'universitaire Andrew Dalby dans son essai Rediscovering Homer, W. W. Norton, 2006.
D'autres remettent en cause l'existence d'un Homère historique. Son nom même pose un problème : on ne connaît personne d'autre portant ce nom avant l'époque hellénistique, et il reste rare avant l'époque romaine, où il est porté en particulier par des affranchis. Le nom signifierait « otage » et différents récits visent à expliquer pourquoi Homère a reçu ce nom, après avoir été donné en otage par telle ou telle cité. On a objecté que le terme se rencontrait normalement au neutre pluriel (ὅμηρα / homêra) et non au masculin. Éphore de Cumes, un auteur du IVe siècle av. J.-C., explique quant à lui que, dans le dialecte de sa cité, le nom signifie « aveugle » et qu'il a été donné au poète en raison de sa cécité ; le but semble être de prouver qu'Homère est un compatriote. Cependant, le mot n'est pas attesté par ailleurs et le mot « aveugle », si on le rencontre comme cognomen, n'est jamais utilisé seul. On a par ailleurs fait valoir que pour les épopées, l'anonymat était la règle et le nom d'auteur, l'exception.
On a donc pu parler de l'« invention » d'Homère. Pour Martin L. West, le personnage a été imaginé par des érudits athéniens au VIe siècle av. J.-C. Ils l'auraient fait à partir des revendications d'organisations de rhapsodes, tels que les Homérides de Chios, qui prétendaient descendre d'Homère. Ils lui attribuaient les poèmes qu'ils récitaient et ils racontaient des épisodes de la vie de leur supposé ancêtre. Pour Barbara Graziosi, il s'agit plutôt d'un mouvement panhellénique, lié aux représentations des rhapsodes à travers l'ensemble de la Grèce : qu'il ait existé ou non un Homère, le nom est devenu fameux dans toute la Grèce, et les rhapsodes pouvaient se référer à lui pour attirer les foules lors de leurs lectures publiques.

## Œuvres

Les 7 premiers vers de l’Iliade

L’Iliade et l’Odyssée sont attribués à Homère dès le VIe siècle av. J.-C. On lui attribue également l'œuvre épique comique Batrachomyomachia (littéralement « la bataille des grenouilles et des rats », une parodie de l’Iliade), ainsi qu'un poème comique intitulé Margitès et une collection de courts hymnes connus sous le nom d'Hymnes homériques. En réalité, ces œuvres, bien que difficiles à dater précisément, ont été composées plus tard : la Batrachomyomachia a peut-être été composée au cours du Ve siècle av. J.-C. ou à l'époque hellénistique ; la date précise du Margitès n'est pas connue, mais il semble relativement ancien ; les Hymnes homériques ont été composés aux VIIe et VIe siècles.
Au-delà, le nom d'Homère est pratiquement synonyme, dans l'Antiquité, de la poésie épique dans son ensemble, de même que celui d'Hésiode désigne toute forme de poésie didactique. Ainsi, on trouve fréquemment son nom associé aux titres des épopées du Cycle troyen. Hérodote rapporte que la « poésie homérique » est bannie par Clisthène, le tyran de Sicyone, à cause de ses références à Argos — ce qui laisse supposer que le Cycle thébain était également considéré comme homérique. Hérodote lui-même s'interroge sur la paternité homérique des Épigones et des Chants cypriens. Certains lui attribuent également la Prise d'Œchalie. Enfin, de nombreux auteurs antiques citent des vers qu'ils attribuent à Homère, mais qui ne figurent ni dans l’Iliade ni dans l’Odyssée : Simonide de Céos, Pindare, etc.
Ce n'est qu'à partir de Platon et d'Aristote que l'attribution se limite à l’Iliade et à l’Odyssée. Mais au XVIe siècle encore, Érasme croit que la Batrachomyomachia est une œuvre d'Homère.

## La question homérique

Ingres, L'Apothéose d'Homère, 1827, musée du Louvre (Inv. 5417)

Les maigres informations dont nous disposons sur Homère ont incité certains auteurs à remettre en question son existence même. Ce problème remonte à l'Antiquité : selon Sénèque, « c'était la maladie des Grecs de chercher quel était le nombre des rameurs d'Ulysse ; si l'Iliade fut écrite avant l'Odyssée, si ces deux poèmes étaient du même auteur ».
La « question homérique », comme on l'appelle à l'époque moderne, naît probablement chez l'abbé d'Aubignac. Vers 1670, à rebours de la révérence de ses contemporains pour Homère, il rédige ses Conjectures académiques où, non content de critiquer l'œuvre homérique, il remet en cause l'existence même du poète. Pour lui, l'Iliade et l'Odyssée ne sont qu'une collection de textes rhapsodiques antérieurs. À peu près à la même époque, Richard Bentley estime au détour de ses Remarques sur le Discours de la liberté de penser qu'Homère a bien existé, mais qu'il n'est l'auteur que de chansons et de rhapsodies réarrangées bien plus tard sous une forme épique. Giambattista Vico considère quant à lui qu'Homère n'a jamais existé, et que l'Iliade et l'Odyssée sont les œuvres du peuple grec dans son ensemble.
Dans ses Prolegomena ad Homerum (1795), Friedrich August Wolf émet l'hypothèse d'un Homère analphabète. Selon lui, le poète a composé ses deux œuvres vers 950 av. J.-C., à une époque où la Grèce ne connaissait pas l'écriture. Les chants dans leur forme primitive se seraient ensuite transmis oralement, et par ce biais auraient évolué et se seraient développés jusqu'à leur fixation par la recension de Pisistrate au VIe siècle av. J.-C.. À partir d'eux se distinguent deux écoles : les unitaristes et les analystes.
Les analystes, tels Karl Lachmann, cherchent à isoler un poème original, œuvre d'Homère lui-même, d'additions postérieures ou d'interpolations. Ils soulignent les incohérences du texte et les erreurs de composition : par exemple, Pylémène, un héros troyen, est tué au chant V avant de réapparaître quelques chants plus loin. Ou encore, Achille attend au chant XI une ambassade qu'il vient juste de renvoyer[réf. nécessaire]. Il est vrai aussi que la langue homérique (voir infra), pour ne parler que d'elle, est un ensemble composite mêlant des dialectes divers (ionien et éolien principalement) à des tournures d'époques diverses. Cette démarche était déjà celle des Alexandrins qui ont établi le texte (voir infra).
Les unitaristes, au contraire, soulignent l'unité de composition et de style des poèmes, pourtant très longs (15 337 vers pour l'Iliade et 12 109 pour l'Odyssée). Ils défendent la thèse d'un auteur, Homère, qui a composé les poèmes que nous avons à partir de sources diverses existant à son époque ; les différences entre les deux poèmes s'expliquent alors par le changement entre un auteur jeune et le même, plus âgé, ou encore entre Homère lui-même et un continuateur de son école. Ainsi, Paul Claudel écrit à propos de « l'unicité de la main ouvrière » :

« Tous les événements, tous les thèmes locaux ont pris direction, rapport, équilibre, tous les dessous s'éveillent et se justifient, tout se met à chanter à la fois, tout le champ poétique à la fois jusqu'à ses suprêmes limites subit l'enchantement de cette voix nue, dans la concaténation des syllabes accélérées, qui le soutire vers le dénouement. »

Aujourd'hui, la plupart des critiques pensent que les poèmes homériques ont été composés en réutilisant des éléments antérieurs, lors d'une période de transition. Ce serait au moment du passage d'une culture orale, qui caractérise les « siècles obscurs », à la nouvelle culture grecque de l'écrit. L'intervention d'un auteur (ou de deux) ne fait guère de doute, mais il n'est pas douteux non plus que des poèmes antérieurs existaient et que certains ont été inclus dans l'œuvre homérique. D'autres ne l'ont pas été, comme ceux qui racontent en détail l'épisode du cheval de Troie, qui n'est que brièvement évoqué dans l’Odyssée. L’Iliade aurait été composée en premier, vers la première moitié du VIIIe siècle av. J.-C., et l’Odyssée lui serait postérieure, datant de la fin du VIIe siècle av. J.-C.
Des méthodes contemporaines tentent également d'élucider la question. Alliant l'informatique et les statistiques, la stylométrie permet de scruter diverses unités linguistiques : mots, catégories grammaticales, phonèmes… Fondée sur les fréquences des lettres grecques, une première étude de Dietmar Najock constate surtout les cohésions internes de l'Iliade et de l'Odyssée.

## Transmission des textes homériques

### Transmission orale
Les textes homériques se sont longtemps transmis par voie orale. Dans sa célèbre thèse L'épithète traditionnelle chez Homère, Milman Parry montre que les nombreuses formules « nom propre + épithète », telles que « Achille aux pieds légers » ou « Héra, la déesse aux bras blancs », obéissent à des schémas rythmiques précis qui facilitent le travail de l'auteur : un hémistiche peut être aisément complété par un hémistiche tout fait. Ce système, que l'on ne trouve que dans la poésie homérique, est caractéristique de la poésie orale.
Parry et son disciple Albert Lord donnent ainsi l'exemple de bardes serbes de la région de Novi Pazar. Analphabètes mais capables de réciter de longs poèmes parfaitement versifiés, ils utilisent ce type de formules rythmiques. Après avoir enregistré plusieurs de ces épopées, Lord s'aperçoit en revenant quelques années plus tard que les modifications apportées par ces bardes sont minimes. La versification est bien un moyen d'assurer une meilleure transmission des textes dans une culture orale.

### De Pisistrate aux Alexandrins

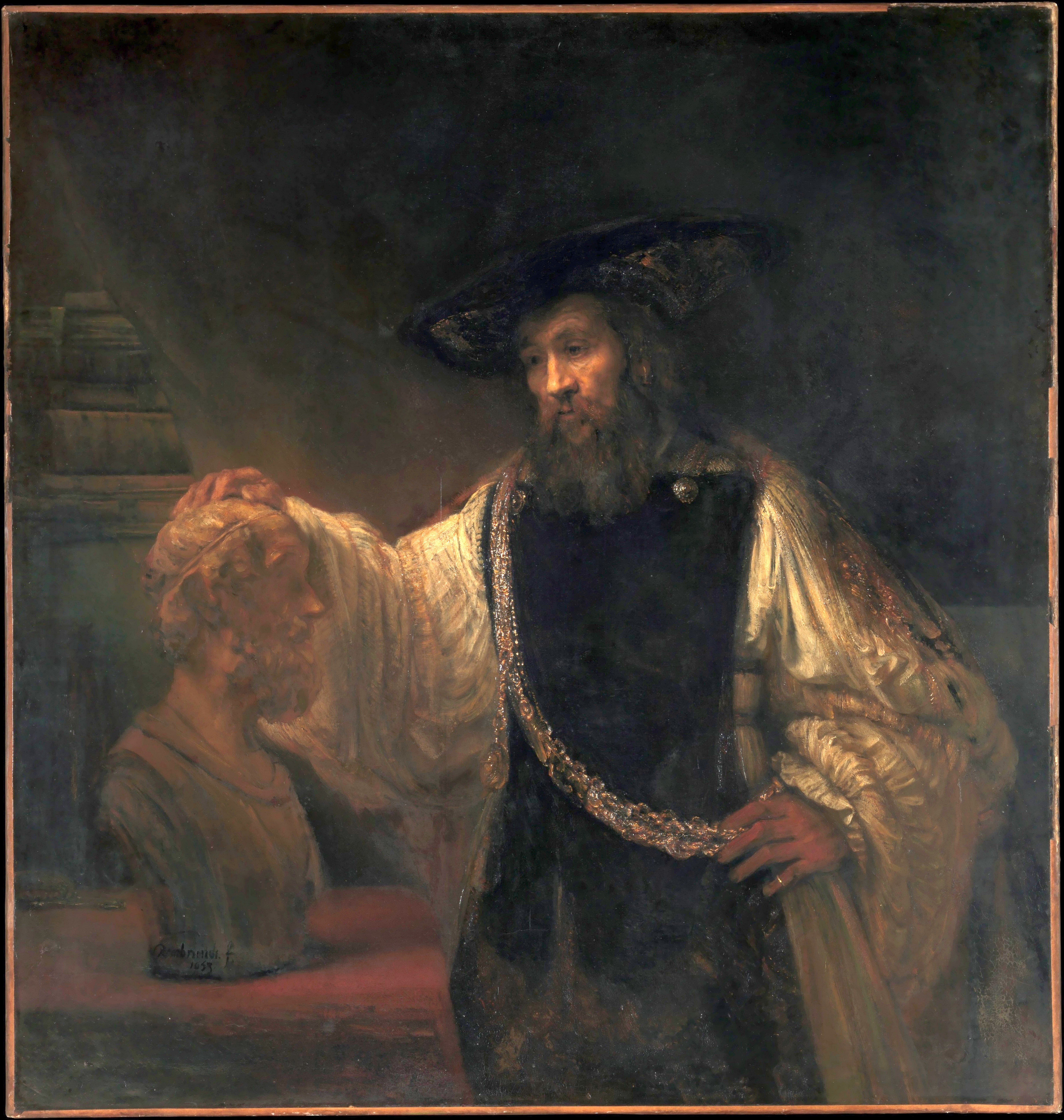
Aristote devant le buste d'Homère, par Rembrandt (1653), Metropolitan Museum of Art

Au VIe siècle av. J.-C., le tyran athénien Pisistrate fonde la première bibliothèque publique. Cicéron rapporte que les deux récits épiques sont alors pour la première fois retranscrits, sur l'ordre du tyran. Il promulgue une loi enjoignant à tout chanteur ou barde passant par Athènes de réciter tout ce qu'il connaît d'Homère pour les scribes athéniens, qui enregistrent chaque version et les réunissent en ce qui est désormais appelé l'Iliade et l'Odyssée. Des savants tels que Solon (qui s'était pourtant opposé à Pisistrate pendant sa campagne électorale) participent à ce travail. Le fils du tyran, Hipparque, ordonne que le manuscrit soit récité tous les ans à l'occasion de la fête des Panathénées, selon le dialogue Hipparque attribué à Platon.
Les textes homériques sont alors écrits et lus sur des rouleaux de parchemin ou de papyrus, les volumina (d'où vient le français « volume »). Aucun rouleau n'a été sauvegardé intégralement. Seuls subsistent des fragments, retrouvés en Égypte et dont certains remontent au IIIe siècle av. J.-C. L'un d'entre eux, Sorbonne inv. 255, contenant les chants IX et X, montre que, contrairement à ce que l'on pensait jusqu'alors :
- le découpage des œuvres en 24 chants chacun, numérotés par les 24 lettres de l'alphabet ionien, est antérieur à l'œuvre des grammairiens alexandrins de l'époque hellénistique ;
- le découpage en chants ne correspond pas à une nécessité pratique (un chant par rouleau).

Ensuite, les premiers à travailler à une édition critique des textes homériques sont les grammairiens alexandrins. Zénodote, le premier bibliothécaire de la Bibliothèque d'Alexandrie, commence le travail de défrichage, tandis que son successeur Aristophane de Byzance établit la ponctuation du texte. Aristarque de Samothrace, successeur d'Aristophane, écrit des commentaires de l'Iliade et de l'Odyssée, et tente de différencier le texte attique établi sous Pisistrate, des additions hellénistiques.

### Des Byzantins à l'imprimerie
Au IIIe siècle, les Romains répandent dans le bassin méditerranéen l'usage du codex, c'est-à-dire du livre broché couramment utilisé aujourd'hui. Les plus anciens manuscrits homériques connus sous cette forme remontent au Xe siècle et sont l'œuvre d'ateliers byzantins. C'est le cas du Venetus 454A, l'un des meilleurs manuscrits existants, qui permit en 1788 au Français Jean-Baptiste-Gaspard d'Ansse de Villoison d'établir l'une des meilleures éditions de l'Iliade. Au XIIe siècle, l'érudit Eustathe de Thessalonique compile les commentaires alexandrins. Il ne retient que 80 corrections sur les 874 établies par Aristarque de Samothrace. En 1488, la version princeps des œuvres est imprimée à Florence.

## La langue homérique

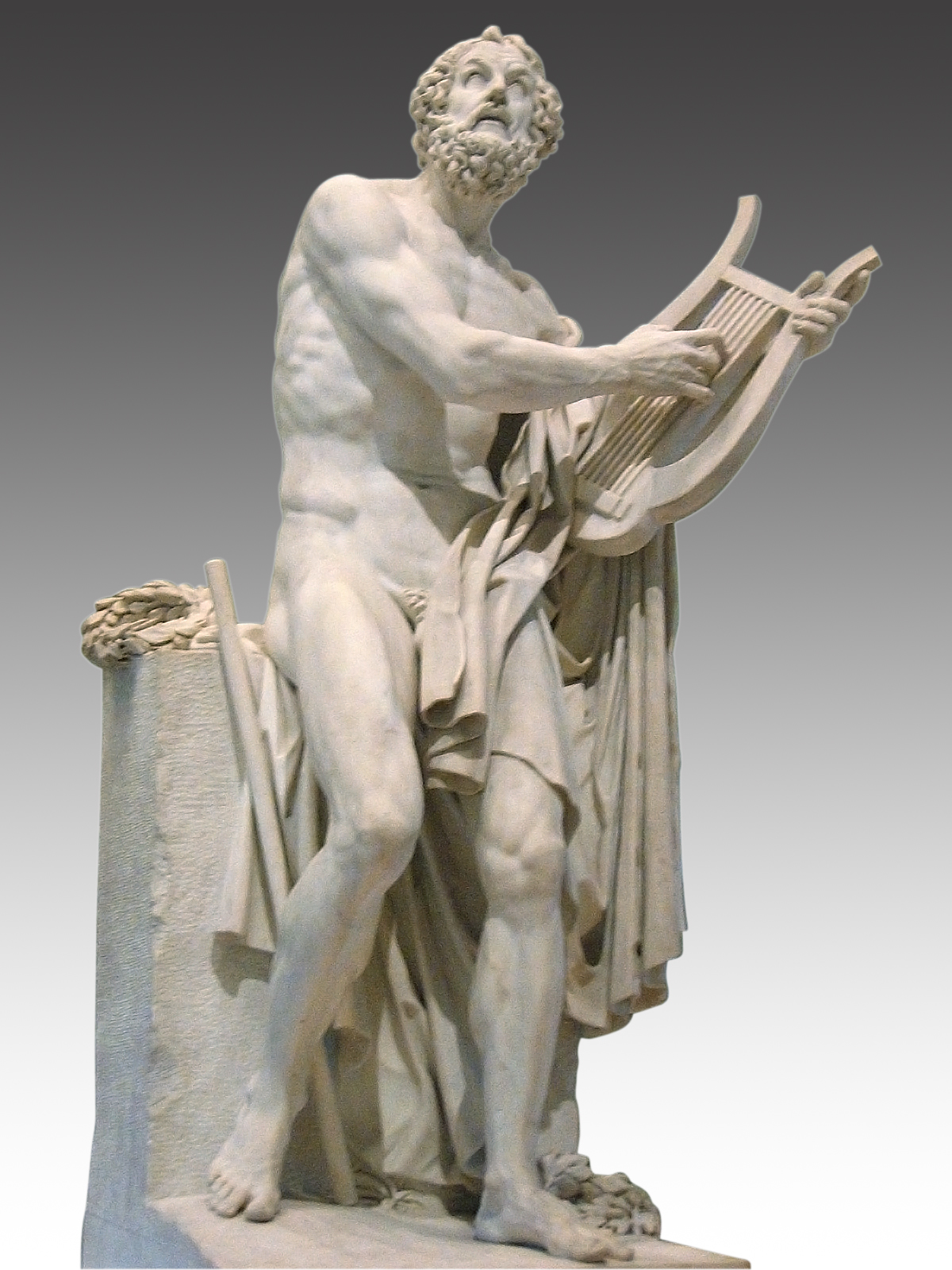
Homère (1812), par Philippe-Laurent Roland, musée du Louvre

La langue d'Homère est un langage épique, déjà archaïque au VIIIe siècle av. J.-C., et davantage encore au moment de la fixation du texte, au VIe siècle av. J.-C. D'ailleurs, avant ce moment, certains archaïsmes furent remplacés, introduisant dans le texte des atticismes.
La métrique de l'hexamètre dactylique permet parfois de retrouver les formes initiales et d'expliquer certaines tournures. C'est le cas avec le digamma (Ϝ /w/), un phonème disparu au Ier millénaire av. J.-C. dans la plupart des dialectes. Homère l'utilise encore pour des raisons de scansion, même s'il n'est ni écrit ni prononcé. C'est le cas du vers 108 du chant I de l'Iliade :

« ἐσθλὸν δ’ οὔτέ τί πω [Ϝ]εἶπες [Ϝ]έπος οὔτ’ ἐτέλεσσας »

L'emploi concurrent de deux génitifs, l'archaïque en -οιο et le moderne en -ου, ou encore de deux datifs pluriels (-οισι et -οις) montre que l'aède alternait les formes archaïques et modernes : « la langue homérique est un mélange de formes d'époques différentes, qui n'ont jamais été employées ensemble et dont la combinaison relève d'une liberté purement littéraire » (Jacqueline de Romilly).
Plus encore, la langue homérique combine différents dialectes. On peut écarter les atticismes, transformations rencontrées lors de la fixation du texte. Il reste deux grands dialectes, l'ionien et l'éolien, dont certaines particularités sont manifestes pour le lecteur : par exemple, l'ionien utilise un êta (η) là où l'ionien-attique utilise un alpha long (ᾱ), d'où les noms « Athéné » ou « Héré » au lieu des classiques « Athéna » et « Héra ». Cette « coexistence irréductible » des deux dialectes, selon l'expression de Pierre Chantraine, peut s'expliquer de plusieurs façons :
- une composition en éolien, puis un passage en ionien ;
- une composition dans une région où les deux dialectes sont utilisés ;
- un libre choix de l'aède, comme pour le mélange des formes d'époques différentes, souvent à cause de la métrique.

De fait, le dialecte homérique est une langue composite qui n'a existé que pour les poètes et n'a jamais été réellement parlée, ce qui accentue la rupture créée par l'épopée avec la réalité du quotidien. Plus tard, bien après Homère, les auteurs grecs ont imité ces homérismes, précisément pour affecter un esprit littéraire.

## Exégèse allégorique
L'exégèse allégorique d'Homère est une interprétation ou une explication de l'œuvre homérique. Elle se fonde sur l'idée que le poète n'a pas explicitement exprimé sa pensée, mais l'a cachée derrière des récits mythologiques, au moyen d'un langage énigmatique ou allusif.
La plus ancienne forme d'exégèse allégorique (de ἄλλος / állos, « autre », et ἀγοράομαι / agoráomai, « parler en public », qui dit en d'autres mots ce que le poète n'exprime pas clairement), et en même temps la plus constante dans l'histoire, cherche à faire ressortir, dans le texte d'Homère, un enseignement physique, c'est-à-dire relatif à la nature (φύσις / phúsis) et à tous les phénomènes qui s'y produisent ; selon J. Pépin en 1976, dans Mythe et allégorie parues aux Études augustiniennes, il s'agit le plus souvent d'un enseignement d'ordre physique, et Proclus, définissant l'interprétation allégorique, déclare que l'on y fait des phénomènes physiques l'objet dernier des significations cachées dans les mythes ».
On peut aussi définir une exégèse allégorique théologique ou mystique, qui a trait aux dieux et aux mystères religieux. Mais elle est souvent étroitement liée à l'exégèse physique, les dieux étant assimilés à des entités naturelles, ou qui agissent sur la nature « Mais la théologie y trouve aussi sa place ». Enfin, il existe également, plus tardive et moins fréquente, une exégèse allégorique historique et éthique (ou moralisante).
L'interprétation allégorique d'Homère, pratiquée depuis la plus haute Antiquité par presque tous les philosophes, couvre finalement une période d'au moins 2 500 ans. Si l'exégèse physique n'a pas été seulement appliquée à l'auteur de l’Iliade et de l’Odyssée, mais à d'autres grands poètes anciens grecs et latins tels que Hésiode, Virgile et Ovide, celle d'Homère est incontestablement la plus abondante quant aux témoignages écrits.
L'Aède a ainsi été commenté allégoriquement par les rhapsodes, les philosophes présocratiques (Thalès de Milet, Anaxagore de Clazomène, Xénophane de Colophon, Héraclite d'Éphèse, Empédocle d'Agrigente, Démocrite d'Abdère, etc.), les pythagoriciens et les néo-pythagoriciens (Porphyre), Platon et les platoniciens (Plutarque de Chéronée) et les néo-platoniciens (Plotin, Porphyre, Jamblique, Proclos, Hermias d'Alexandrie et Olympiodore), Épicure et les épicuriens, les stoïciens (Cléanthe, Cornutus), ainsi que de nombreux autres auteurs anciens, grecs et latins, qui, sans appartenir nettement à un des courants philosophiques précités, livrent au moins des échantillons de l'exégèse physico-théologique d'Homère (Aristote, Cicéron, le Pseudo-Plutarque, Macrobe, Héraclite du Pont, etc.), les Byzantins (Psellos, Eustathe de Thessalonique, Jean Tzétzès, Christophe Contoléon, Gémiste Pléthon), même les anciens auteurs chrétiens (Clément d'Alexandie, Hippolyte de Rome) et musulmans (Shahrastani), les humanistes (Rabelais, J. Pierius Valerianus, Jean Dorat, etc.), les alchimistes ou philosophes hermétiques depuis le XIVe siècle (Petrus Bonus, Blaise de Vigenère, Giovanni Bracesco, Michel Maier, etc.), enfin les Modernes depuis le XVIIIe siècle à nos jours (Fabre du Bosquet, Antoine-Joseph Pernety, E. d'Hooghvorst).
- « Agamemnon représente l’éther ; Achille, le Soleil ; Hélène, la terre ; Alexandre, l’air ; Hector, la Lune ; les autres portent des noms qui s’y conforment. Parmi les dieux, Déméter représente le foie ; Dionysos, la rate ; Apollon, la bile »[50].
- « Les compagnons d’Ulysse sont métamorphosés en porcs et autres animaux de ce genre. C’est une allusion au fait que les esprits des hommes insensés passent dans des corps appartenant aux espèces animales. Leur chute les soumet à la révolution circulaire de l’univers qu’Homère appelle « Circé » (« Cercle ») »[51].
- « Par la fameuse chaîne d'or, Homère ne veut rien dire d'autre que le soleil, montrant par là clairement qu'aussi longtemps que se meut la sphère céleste et le soleil, tout a l'être et tout le conserve tant chez les dieux que chez les hommes; mais, s'ils venaient à s'immobiliser comme en des liens, toutes choses tomberaient en ruines et ce qui adviendrait serait, comme on dit, le bouleversement universel »[52].
- « Il semble, en fait, que le Créateur universel, en composant le monde d'éléments opposés et en y introduisant une amitié proportionnelle, réunit en même temps les activités d'Héphaïstos, celles d'Arès et celles d'Aphrodite: quand il engendre les oppositions des éléments, il les engendre selon l'Arès qui est en lui ; quand il met en œuvre leur amitié, il agit selon la puissance d'Aphrodite; quand il relie ce qui relève d'Aphrodite à ce qui est propre à Arès, il adopte comme exemple préalable l'art d'Héphaïstos. Il est lui-même toutes choses et il œuvre avec tous les dieux »[53].
- « Pénélope (Πηνελόπη) représente celle qui a pris (λαβουσα) les fils (πήνας) des destins, c'est-à-dire la trame conforme à la nature et à l'ordre qu'a filé la nature, et qui ne veut pas s'y soumettre, car elle est supérieure à la nature; c'est pourquoi le poète représente par elle les activités surnaturelles »[54].
- « Les dieux ne vivent pas de pain et de vin comme les mortels, aussi n'ont-ils pas de sang, mais, au lieu de cela, une substance qu'ils nomment « ichôr » [cf. Iliade, V, 339 à 342], qui est comme une subtile sérosité salsugineuse, empêchant la corruption dans les animaux et tous les autres composés élémentaires »[55].

## Portée historique des écrits d'Homère

Carte de la Grèce homérique, telle que décrite principalement dans le Catalogue des vaisseaux et des Troyens

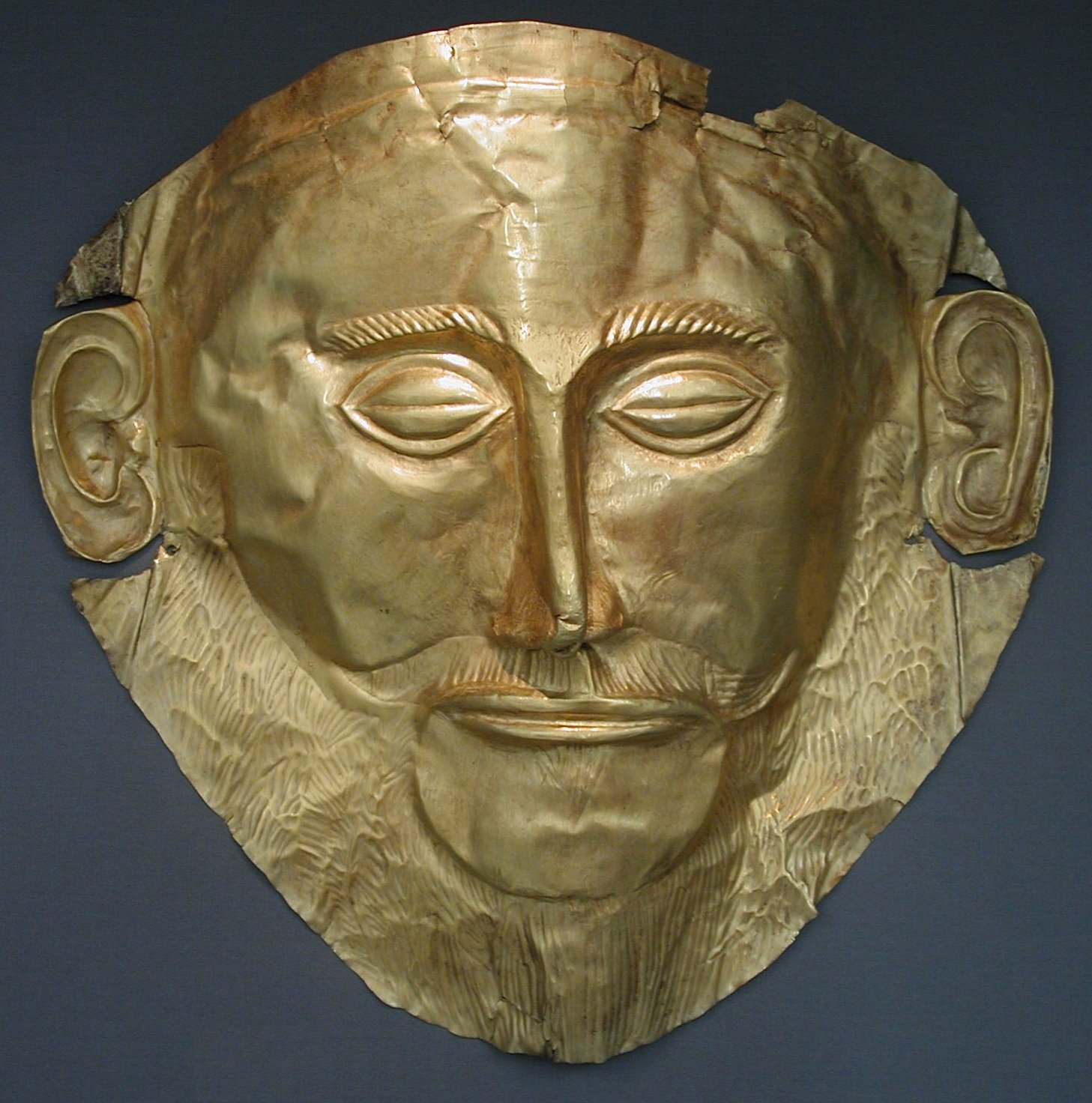
« Masque d'Agamemnon » en feuille d'or martelé, trouvé à Mycènes, aujourd'hui au Musée national archéologique d'Athènes

Les auteurs de l'Antiquité pensaient qu'Homère chantait des événements historiques, et que la guerre de Troie avait vraiment eu lieu. Ils faisaient leur la remarque d'Ulysse à l'aède Démodocos :

« Tu chantes avec un grand art le sort des Grecs,

Tout ce qu'ont fait, subi et souffert les Argiens,

comme un qui l'eût vécu, ou tout au moins appris d'un autre ! »

Au XIXe siècle encore, Heinrich Schliemann espère retrouver les sites décrits par l'épopée quand il lance ses fouilles en Asie Mineure. Il met au jour les ruines d'une ville appelée Troie, puis d'une autre appelée Mycènes, et pense avoir prouvé la véracité des récits homériques. Il croit reconnaître une effigie d'Agamemnon dans la découverte d'un masque en feuille d'or. Il identifie également le grand bouclier d'Ajax, la coupe de Nestor, etc.. La société décrite par le poète est assimilée à la civilisation mycénienne.
Rapidement, les découvertes sur cette civilisation (au premier chef, le déchiffrement du linéaire B) remettent en cause cette thèse : la société achéenne ressemblait plus aux civilisations mésopotamiennes, administratives et bureaucratiques, qu'à une aristocratie de guerriers, sans État. Jacqueline de Romilly explique ainsi : « entre les documents soudain révélés et le contenu des poèmes, il n'y a pas un lien beaucoup plus étroit qu'entre la Chanson de Roland et des actes notariés de l'époque de Roland ».
Moses Finley, dans Le monde d'Ulysse (1969), affirme que la société décrite, hormis quelques anachronismes, a vraiment existé : ce sont les « siècles obscurs », ceux du Xe et IXe siècles av. J.-C., situés entre la civilisation de Mycènes et le début de l'âge des cités grecques (VIIIe siècle av. J.-C.). Dans « Les siècles obscurs et les poèmes homériques » (Les anciens Grecs, 1971), Finley écrit :

« Tout se passe donc comme si la volonté archaïsante des bardes avait été en partie couronnée de succès : bien qu'ils aient perdu presque tout souvenir de la société mycénienne, ils demeuraient assez en retard sur leur temps pour peindre avec une relative exactitude les siècles obscurs, dans leurs débuts plus que dans leur fin — tout en laissant toujours subsister des anachronismes, entre survivances mycéniennes et traits contemporains. »

L'opinion de Finley a depuis été remise en question, en grande partie à cause d'anachronismes, montrant des traits datant du VIIIe ou du VIIe siècle av. J.-C. D'abord, l'Iliade comprend trois descriptions de ce qui ressemble à une phalange, notamment :

« Ainsi ajustaient-ils casques et boucliers bombés.

Écus, casques et hommes se pressaient l'un contre l'autre,

Et quand ils se penchaient, les casques chevelus heurtaient

Leurs splendides cimiers, tant ils se tenaient serrés. »

L'époque d'apparition de la phalange est débattue, mais la plupart des historiens la placent autour de 675 av. J.-C.
Les chars sont utilisés de manière incohérente : les héros partent sur leur char, en sautent et se battent à pied. Le poète sait que les Mycéniens utilisaient des chars, mais il ne connaît pas leur utilisation à l'époque (combat char contre char, utilisation des javelots). Il calque l'utilisation des chars sur celle des chevaux à son époque (transport à cheval jusqu'au lieu de la bataille, puis combat à pied).
Le récit se passe en plein âge du bronze et les armes des héros sont effectivement faites de ce métal. Mais Homère donne à ses héros un « cœur de fer », et parle dans l'Odyssée du bruit fait, dans la forge, par une hache de fer que l'on trempe.
Ces usages issus d'époques différentes montrent que comme la langue d'Homère, le monde homérique n'a jamais existé tel qu'il est décrit. C'est un monde composite et poétique, tout comme la géographie du périple d'Ulysse.

## Fortune littéraire et artistique

### Littérature
Dans William Shakespeare, Victor Hugo écrit : « Le monde naît, Homère chante. C'est l'oiseau de cette aurore ». Honoré de Balzac place Homère si haut qu'il écrit : « Doter son pays d'un Homère, n'est-ce pas usurper Dieu ? ».
Homère est à l'origine de la figure du poète aveugle dont l'infirmité est contrebalancée par son génie poétique. À ce titre, plusieurs poètes et écrivains fameux ont été rapprochés d'Homère du fait de leur cécité. C'est le cas de John Milton, auteur de l'épopée Paradise Lost, du barde serbe Filip Višnjić, du chasseur dogon Ogotemmêli, et plus récemment de l'écrivain et poète argentin Jorge Luis Borges.
Lucien de Samosate met en scène Homère dans plusieurs de ses dialogues. Dans le voyage fictif qu'il relate dans les Histoires vraies (II, 20), il rencontre Homère dans l'Île des Bienheureux. La conversation est une parodie de la question homérique, qui se pose déjà à l'époque de Lucien.
Dans Le Dossier H. (1981), Ismail Kadare relate l'histoire de deux homéristes venus en Albanie enregistrer les épopées orales des rhapsodes, dans l'espoir d'élucider la question homérique.

### Peinture
- Rembrandt,

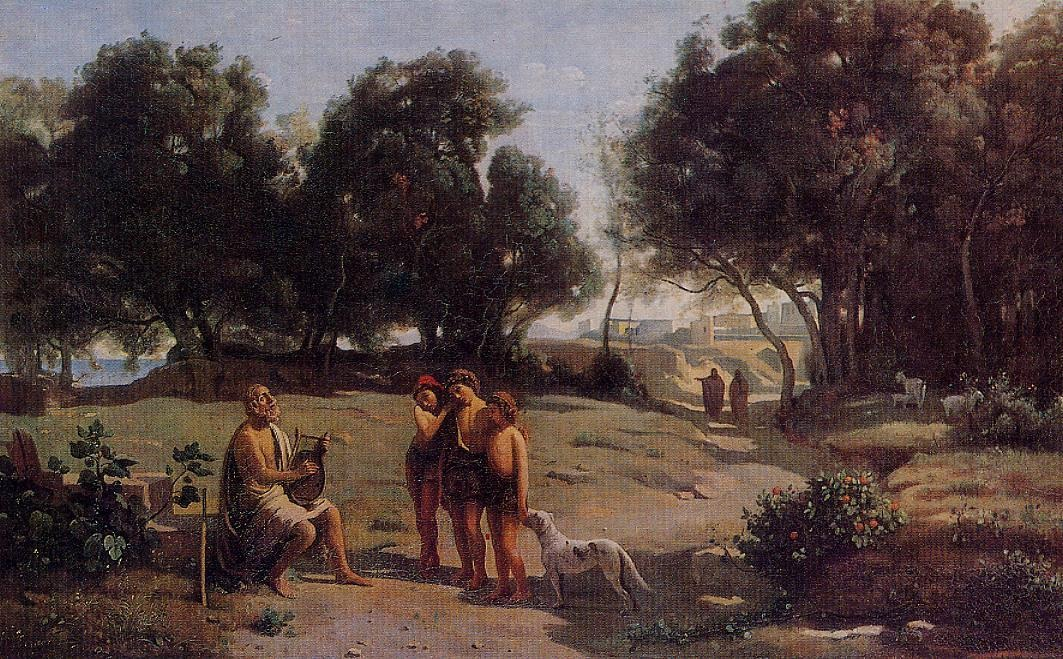
Homère et les Bergers
Camille Corot, 1845
Musée des Beaux-Arts de Saint-Lô

  - Aristote contemplant le buste d'Homère (1653),
  - Homère (1663).
- Charles Nicolas Lafond, Sappho chante pour Homère (1824).
- Jean-Auguste-Dominique Ingres, L'Apothéose d'Homère (1827).
- Auguste Leloir, Homère (1841).
- Leprince, Homère (1767)[62].
- William Bouguereau, Homère et son guide (1874).

### Sculpture
- Antoine-Denis Chaudet, Homère (1806).
- Philippe-Laurent Roland, Homère (1812).

### Cinéma
Dans le film Les ailes du désir de Wim Wenders, le vieux poète interprété par Curt Bois est nommé Homère et évoque explicitement l'aède antique.

### Éditions
- Consulter la liste des éditions des œuvres de cet auteur
- Homère, et Hélène Monsacré (dir.) (trad. du grec ancien par Pierre Judet de La Combe, Victor Bérard, Jean Humbert, postface Heinz Wismann), Tout Homère, Paris, Éditions Albin Michel : Les Belles lettres, 2019, 1294 p., 24 cm (ISBN 978-2-226-43978-9, SUDOC 240986334).

### Éditions anciennes
Le philologue allemand Gottfried Hermann publia en 1806 une édition des Hymnes.

### Ouvrages généraux
- Hélène Mounard, Homère, Éditions Seghers, coll. Écrivains d'hier et d'aujourd'hui, no 30, 1969
- Monique Trédé-Boulmer, La Littérature grecque d'Homère à Aristote, PUF, coll. « Que sais-je ? » no 227, 1992 (2e édition)
- M. C. Howatson (dir.), Dictionnaire de l'Antiquité, Paris, Éditions Robert Laffont, 1993 (Oxford University Press, 1989)
- Philippe Brunet, La Naissance de la littérature dans la Grèce ancienne, Paris, Le Livre de Poche, coll. « Références », 1997 (ISBN 2-253-90530-5)
- Suzanne Saïd, Monique Trédé et Alain Le Boulluec, Histoire de la littérature grecque, Paris, Presses universitaires de France, coll. « Premier Cycle », 1997 (ISBN 2130482333 et 978-2130482338)
- Jacqueline de Romilly, Homère, PUF, coll. « Que sais-je ? » no 2218, 1999 (4e édition)
- Pierre Carlier, Homère, Fayard, 1999
- Pierre Pellegrin (trad. du grec ancien), Aristote : Œuvres complètes, Paris, Éditions Flammarion, 2008, 2928 p. (ISBN 978-2081218109)
- Alexandre Farnoux, Homère, le prince des poètes, Éditions Gallimard, 2010
- Pierre Judet de la Combe, Homère, Paris, Éditions Gallimard, coll. « Folio biographies », 2017  (ISBN 978-2-07-046386-2)

### Le monde d'Homère
- « La Méditerranée d'Homère. De la guerre de Troie au retour d'Ulysse », Les Collections de L'Histoire, no 24, juillet-septembre 2004
- Moses I. Finley, Le Monde d'Ulysse, Maspéro, 1969
- Pierre Vidal-Naquet, Le Monde d'Homère, Perrin, 2000

### Études spécialisées
- Louis Bardollet, Les Mythes, les dieux et l'homme. Essai sur la poésie homérique, Belles Lettres, coll. « Vérité des mythes », 1997
- Pierre Chantraine, Grammaire homérique, Klincksieck, coll. « Tradition de l'humanisme », tomes I et II, 2002
- (en) Barbara Graziosi, Inventing Homer: The Early Reception of Epic, Cambridge University Press, Cambridge, 2002
- (en) Geoffrey S. Kirk, The Songs of Homer, Cambridge University Press, Cambridge, 2005 (1re édition 1962)  (ISBN 978-0-521-61918-9)
- (en) Geoffrey S. Kirk, « The making of the Iliad: preliminary considerations » dans The Iliad: a Commentary, vol. I (chants 1-4), Cambridge University Press, Cambridge, 1985  (ISBN 978-0-521-28171-3)
- Gregory Nagy :
  - (en) Homer's Text And Language, University of Illinois Press, 2004
  - (en) Homeric Responses, University of Texas Press, 2004
- (en) Adam Parry (éd.), The Making of Homeric Verse: The Collected Papers of Milman Parry, Oxford University Press, 1971  (ISBN 978-0-19-520560-2)
- Jacqueline de Romilly, Les Perspectives actuelles de l'épopée homérique, PUF, coll. « Essais et conférences », 1983 (cours professé au Collège de France)
- (en) Martin L. West, Studies in the text and transmission of the Iliad, K.G. Saur, München, 2001

#### Bases de données et dictionnaires
- Ressources relatives à l'audiovisuel :   - AllMovie
  - Allociné
  - American Film Institute
  - British Film Institute
  - Filmportal
  - Filmweb.pl
  - IMDb
- Ressources relatives à la littérature :   - Academy of American Poets
  - The Encyclopedia of Science Fiction
  - Internet Speculative Fiction Database
  - NooSFere
  - Poetry Foundation
- Ressources relatives à la recherche :   - The Academic Family Tree
  - Bibliothèque interuniversitaire de santé
  - Encyclopædia Herder
  - Internet Philosophy Ontology
  - JSTOR
- Ressources relatives aux beaux-arts :   - British Museum
  - National Gallery of Art
  - Royal Academy of Arts
  - Sandrart.net
  - Union List of Artist Names
- Ressources relatives à la musique :   - Discogs
  - MusicBrainz
  - Muziekweb
  - Rate Your Music
  - Répertoire international des sources musicales
- Ressources relatives au spectacle :   - Les Archives du spectacle
  - Internet Broadway Database
  - Kunstenpunt
- Ressources relatives à la bande dessinée :   - BD Gest'
  - Comic Vine
  - Tebeosfera
- Ressources relatives à plusieurs domaines :   - Metacritic
  - Radio France
- Ressource relative à l'astronomie :   - Biographical Encyclopedia of Astronomers
- Ressource relative à la santé :   - Bibliothèque interuniversitaire de santé
- Notices dans des dictionnaires ou encyclopédies généralistes :   - Biografisch Portaal van Nederland
  - Britannica
  - Den Store Danske Encyklopædi
  - Deutsche Biographie
  - Dizionario di Storia
  - Enciclopedia italiana
  - Enciclopédia Itaú Cultural
  - Gran Enciclopèdia Catalana
  - Hrvatska Enciklopedija
  - Internetowa encyklopedia PWN
  - Larousse
  - Nationalencyklopedin
  - Store norske leksikon
  - Treccani
  - Universalis
- Notices d'autorité :   - VIAF
  - ISNI
  - BnF (données)
  - IdRef
  - LCCN
  - GND
  - Italie
  - Japon
  - CiNii
  - Espagne
  - Belgique
  - Pays-Bas
  - Pologne
  - Israël
  - NUKAT
  - Catalogne
  - Suède
  - Vatican
  - WorldCat